# ガブリエル・ロワ

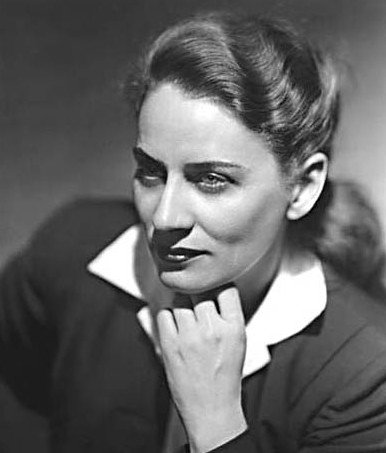
ガブリエル・ロワ（1945年）

ガブリエル・ロワ（Gabrielle Roy、CC、FRSC、1909年3月22日 – 1983年7月13日）は、カナダの小説家。フランス系カナダ人。

## 生涯
マニトバ州サン・ボニファス（Saint Boniface、現在はウィニペグ市の一部であるフランス系人の多い地区）で生まれた。教師になるための教育を受け、各地の学校で教えた後、サン・ボニファスの学校に赴任した。
彼女は貯金を使ってヨーロッパへ留学し小説の原稿を書いたが、1939年に第二次世界大戦の勃発で完成寸前の原稿をいくつか抱えてカナダに戻らざるを得なかった。ケベック州に落ち着くと、小説を書き続けるために写生などをしながら生活費を稼いだ。処女作である『かりそめの幸福』（仏: "Bonheur d'occasion", 英: "The Tin Flute", 1945年）は、モントリオールの労働者階級の多い地区であるサン・アンリ（Saint-Henri）に住む貧しいフランス系の人々を写実的に描写した内容であり、多くのケベック人に自分たち自身を厳しく振り返らせる機会を与え、1960年代にケベックで起こった「静かなる革命」（ケベック人意識の高揚、公教育の拡充と教育の世俗化、福祉国家建設と経済改革などの一連の激しい運動）の基礎となったと評価されている。この小説のオリジナルである仏語版は1947年にフランスの文学賞フェミナ賞（Prix Femina）をカナダ人としてはじめて受賞し、また1947年に発行された英語版は同年のカナダ総督賞（Governor General's Award）英語文学部門、およびカナダ王立協会のローン・ピアス賞（Lorne Pierce Medal）を受賞した。またアメリカ合衆国では75万部以上売れ高く評価された。突然有名人となったロワは、注目を逃れるためにマニトバへと戻った。
1947年8月、彼女は故郷サン・ボニファスの医師マルセル・カルボットと結婚した。その後夫婦で渡欧し、夫は婦人科学を研究し、彼女は小説を書き続けた。
彼女に再び批評的成功をもたらした『Alexandre Chenevert』（1954年）は暗く情熱的な物語で、カナダ文学史上における心理的写実主義の最も傑出した作品に挙げられている。彼女はカナダのフランス語作家の中の最重要人物、またカナダの小説家のうち最も影響力のある人物ともなった。1957年にはカナダ総督賞英語文学部門を再び受賞。
1963年には、1967年に予定されたモントリオール万国博覧会のテーマを決める委員に選ばれ、「人間とその世界」（仏: Terres des hommes, 英: Man and His World ）というテーマが選ばれた。アントワーヌ・ド・サン＝テグジュペリの小説『人間の土地』（Terre des hommes）の題名をテーマにすることを示唆したのは彼女の役割だった。1967年にはカナダ騎士団名誉勲爵士（Companion of the Order of Canada / CC、カナダ勲章）を受けている。1977年にはカナダ総督賞フランス語文学部門を受賞。
彼女はその後も自伝的要素の強い小説を書き、1983年にモントリオールで74歳で没した。マニトバでの子供時代からケベックに移るまでを描写した自伝『La Détresse et l'enchantement』は死後の1984年に出版された。
2004年9月29日にカナダ銀行が発行した現行のカナダドル紙幣の20ドル札には、1961年の小説『La Montagne secrète』からの一節、「Nous connaîtrions-nous seulement un peu nous-mêmes, sans les arts?」（芸術が無ければ、我々はお互いを少しだけでも分かり合えるだろうか）が引用されている。また『わが心の子らよ』（"Ces enfants de ma vie"）は2007年の「Canada Reads」に選出された。カナダ国立図書館は1940年代以降の彼女の原稿やメモ、書簡などを所蔵している。カナダ各地には、彼女の名を記念した学校や図書館もある。

## 著書（一部）

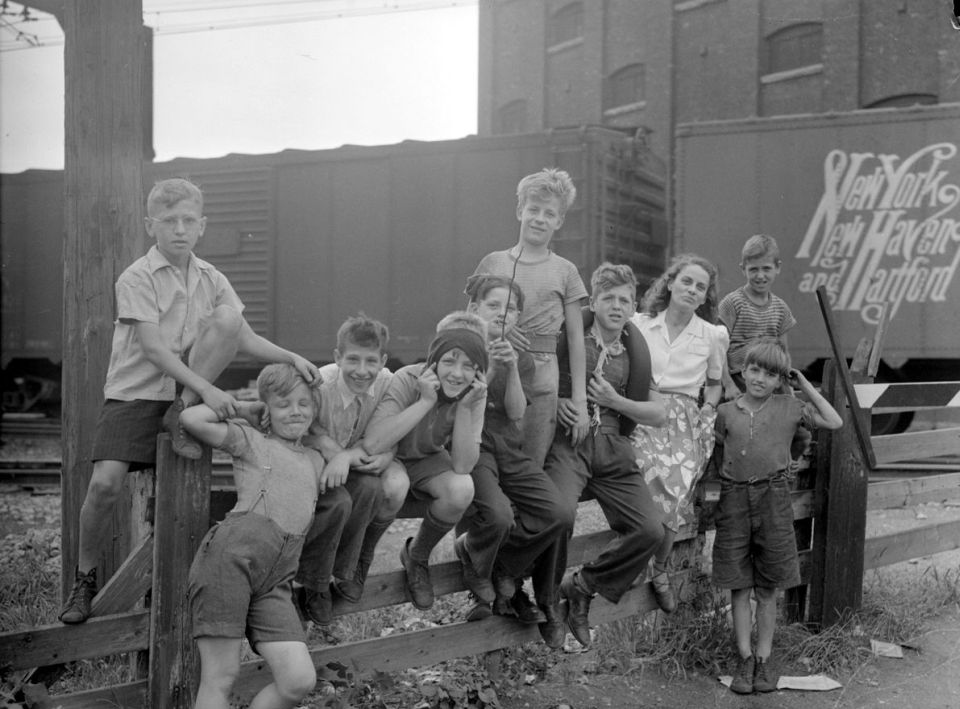
1945年8月29日。9人の少年達に囲まれる女流作家ガブリエル・ロワ（右から3番目）

- Bonheur d'occasion (1945)
- La Petite Poule d'Eau (1950)
- Alexandre Chenevert (1954)
- Rue Deschambault (1955)
- La Montagne secrète (1961)
- La Route d'Altamont (1966)
- La Rivière sans repos (1970)
- Cet été qui chantait　(1972)
- Un jardin au bout du monde (1975)
- Ma vache Bossie (1976)
- Ces Enfants de ma vie (1977) 真田桂子訳『わが心の子らよ』彩流社、1998年
- Fragiles lumières de la terre (1978)
- Courte-Queue (1979)
- La Détresse et l'enchantement (1984)
- L'Espagnole et le Pékinoise (1987)